# Panamerikanska mästerskapen i taekwondo 2021
Panamerikanska mästerskapen i taekwondo 2021 arrangerades mellan den 3 och 4 juni 2021 i Cancún i Mexiko. Det var den 21:a upplagan av Panamerikanska mästerskapen i taekwondo.

## Resultat

### Herrar
| Gren   | Guld                          | Silver                       | Brons                                    |
| −54 kg | Melvy Alvarez USA             | César Rodríguez Mexiko       | Paulo Melo Brasilien                     |
| −54 kg | Melvy Alvarez USA             | César Rodríguez Mexiko       | Victor Santos Brasilien                  |
| −58 kg | Brandon Plaza Mexiko          | Jefferson Ochoa Colombia     | David Kim USA                            |
| −58 kg | Brandon Plaza Mexiko          | Jefferson Ochoa Colombia     | Jorge Ramos Chile                        |
| −63 kg | Carlos Navarro Mexiko         | Alejandro Chang USA          | Victor Souza Brasilien                   |
| −63 kg | Carlos Navarro Mexiko         | Alejandro Chang USA          | Cristian Olivero Chile                   |
| −68 kg | David Paz Colombia            | Iker Casas Mexiko            | Ignacio Morales Chile                    |
| −68 kg | David Paz Colombia            | Iker Casas Mexiko            | Hervan Nkogho Kanada                     |
| −74 kg | René Lizárraga Mexiko         | Luis Colón Puerto Rico       | Rubén Nava Mexiko                        |
| −74 kg | René Lizárraga Mexiko         | Luis Colón Puerto Rico       | Joaquín Churchill Chile                  |
| −80 kg | CJ Nickolas USA               | Miguel Ángel Trejos Colombia | Moisés Hernández Dominikanska republiken |
| −80 kg | CJ Nickolas USA               | Miguel Ángel Trejos Colombia | Lucas Ostipov Brasilien                  |
| −87 kg | Ícaro Miguel Soares Brasilien | Bryan Salazar Mexiko         | Dallas Parker USA                        |
| −87 kg | Ícaro Miguel Soares Brasilien | Bryan Salazar Mexiko         | Jordan Stewart Kanada                    |
| +87 kg | Rafael Alba Kuba              | Jonathan Healy USA           | Robson Maia Brasilien                    |
| +87 kg | Rafael Alba Kuba              | Jonathan Healy USA           | Carlos Sansores Mexiko                   |

### Damer
| Gren   | Guld                        | Silver                    | Brons                                       |
| −46 kg | Andrea Ramírez Colombia     | Brenda Costa Rica Mexiko  | Laura Sancho Costa Rica                     |
| −46 kg | Andrea Ramírez Colombia     | Brenda Costa Rica Mexiko  | Yvette Yong Kanada                          |
| −49 kg | Daniela Souza Mexiko        | Camila Rodríguez Colombia | Nivea Barros Brasilien                      |
| −49 kg | Daniela Souza Mexiko        | Camila Rodríguez Colombia | Daniella González Guatemala                 |
| −53 kg | Makayla Greenwood USA       | Leonor Dias Brasilien     | Renata García Mexiko                        |
| −53 kg | Makayla Greenwood USA       | Leonor Dias Brasilien     | Yuliena Pedroza Guatemala                   |
| −57 kg | Skylar Park Kanada          | Sandy Macedo Brasilien    | Fernanda Aguirre Chile                      |
| −57 kg | Skylar Park Kanada          | Sandy Macedo Brasilien    | Faith Dillon USA                            |
| −62 kg | Caroline Santos Brasilien   | Anastasija Zolotic USA    | Ashley Kraayeveld Kanada                    |
| −62 kg | Caroline Santos Brasilien   | Anastasija Zolotic USA    | Anel Félix Mexiko                           |
| −67 kg | Milena Titoneli Brasilien   | Victoria Heredia Mexiko   | Leslie Soltero Mexiko                       |
| −67 kg | Milena Titoneli Brasilien   | Victoria Heredia Mexiko   | Melissa Pagnotta Kanada                     |
| −73 kg | Madelynn Gorman-Shore USA   | María Espinoza Mexiko     | Raiany Fidelis Brasilien                    |
| −73 kg | Madelynn Gorman-Shore USA   | María Espinoza Mexiko     | Raphaella Galacho Brasilien                 |
| +73 kg | Gabriele Siqueira Brasilien | Briseida Acosta Mexiko    | Gloria Mosquera Colombia                    |
| +73 kg | Gabriele Siqueira Brasilien | Briseida Acosta Mexiko    | Katherine Rodríguez Dominikanska republiken |